# Список вулиць Львова (Ш)
Список усіх вулиць Львова, що починаються на літеру Ш.
У списку вулиці подані за алфавітом. Назви вулиць на честь людей відсортовані за прізвищем і подаються у форматі Прізвище Ім'я і/або Посада. Якщо вулиця названа за цілісним псевдонімом або прізвиськом, то сортування відбувається за першої літерою псевдоніма або імені, тобто Лесі Українки — на літеру Л, Марка Вовчка, Марка Черемшини — на М, Олени Пчілки — на О, Панаса Мирного — на П, Янки Купали — на Я тощо.
Курсивом позначені зниклі вулиці.
Колір фону у списку залежить від типу урбаноніма.
| Назва               | Тип      | Колишні назви | Район          | Місцевість                | Рік затв. | Джерела              |
| ------------------- | -------- | --- | -------------- | ------------------------- | --------- | -------------------- |
| Шабатури Стефанії   | вулиця   | Кулібіна бічна, Жемчужникова | Франківський   | Кульпарків                | 2022      | ВЛ, ПСВЛ, ІВЛ, ВП, Л |
| Шараневича Ісидора  | вулиця   | Трауґутта, Мурманська | Залізничний    | Левандівка                | 1993      | ПСВЛ, ІВЛ, ВП, Л     |
| Шатківського Олекси | вулиця   | Помірки бічна | Личаківський   | Знесіння                  | 1993      | ПСВЛ, ІВЛ, ВП, Л     |
| Шафарика Павела     | вулиця   | Пасєкі Ґаліцкє (част.), Пасіки Галицькі (част.), Рагузова                                                                                        | Личаківський   | Пасіки                    | 1991      | ПСВЛ, ІВЛ, ВП, Л     |
| Шахтарська          | вулиця   | | Сихівський     | Новий Львів               | 1957      | ПСВЛ, ВП, Л          |
| Шашкевича Маркіяна  | площа    | Шашкєвіча, пляц Шашкевіча, Котляревскєґо, Одеонштрассе, Берґбауштрассе, Шашкевича, пл. Мельничука                                                | Галицький      | Цитадель                  | 1991      | ПСВЛ, ІВЛ, ВП, Л     |
| Шведська            | вулиця   | Яновска бочна, Шведська, Шведенґассе | Шевченківський | Клепарів                  | 1944      | ПСВЛ, ВП, Л          |
| Шевська             | вулиця   | Шевска, Єзуїцка, Дикастеріальна, Трибунальска, Трибунальштрассе, Трибунальська, Народної гвардії імені Івана Франка                              | Галицький      | Центр                     | 1990      | ПСВЛ, ВП, Л          |
| Шевченка Тараса     | вулиця   | ділянка суч. вул. Шевченка — межа міста: Яновска, Вестштрассе, Янівська; частина вул. за залізничним мостом - Родзєвічувней, Яновска, Янівська   | Шевченківський | Клепарів, Рясне, Кам'янка | 1944      | ПСВЛ, ІВЛ, ВП, Л     |
| Шевченка Тараса     | проспект | Ґарбарска; Сьвєнтеґо Яна вижша і ніжша, Академіцка, Академіштрассе, Академічна; пляц Сьвєнтеґо Яна, пляц Академіцкі, Академіпляц, пл. Академічна | Галицький      | Центр                     | 1955      | ПСВЛ, ІВЛ, ВП, Л     |
| Шептицьких          | вулиця   | Цментарна (част.); Шептицкіх, Кірова, Штернґассе, Шептицьких                                                                                     | Залізничний    | Новий Світ                | 1990      | ПСВЛ, ІВЛ, ВП, Л     |
| Широка              | вулиця   | Шевченкі (Левандівка); Шерока, Бленкітней Армії, Льокштрассе, Блакитної Армії                                                                    | Залізничний    | Левандівка                | 1946      | ПСВЛ, ВП, Л          |
| Шишманова Івана     | вулиця   | Щусєва | Личаківський   | Професорська колонія      | 1992      | ПСВЛ, ІВЛ, ВП, Л     |
| Шімзерів            | вулиця   | Сьвєнтеґо Павла, Каховська, Пекарська бічна | Личаківський   | Личаків                   | 1993      | ПСВЛ, ІВЛ, ВП, Л     |
| Шкільна             | вулиця   | На Коритах бочна, Школьна, Шульґассе | Шевченківський | Підзамче                  | 1944      | ПСВЛ, ВП, Л          |
| Шкіряна             | вулиця   | Коротка (Збоїща) | Шевченківський | Збоїща                    | 1958      | ПСВЛ, ВП, Л          |
| Шкрібляків          | вулиця   | Бутурліна | Франківський   | Кульпарків                | 1991      | ПСВЛ, ІВЛ, ВП, Л     |
| Шолом-Алейхема      | вулиця   | Бернштейна, Любартґассе, Фурманова | Шевченківський | Клепарів                  | 1991      | ПСВЛ, ІВЛ, ВП, Л     |
| Шопена Фредеріка    | вулиця   | Вальцерґассе | Галицький      | Центр                     | 1944      | ПСВЛ, ІВЛ, ВП, Л     |
| Шпитальна           | вулиця   | Боґдановска, Бровару, Цментарна жидовска (Юденфрідгофґассе), Шпіталю Жидовскєґо                                                                  | Галицький      | Центр                     | 1871      | ПСВЛ, ВП, Л          |
| Шполянська          | вулиця   | Конопкі бочна, Конопніцкєй (Замарстинів); Плятер                                                                                                 | Шевченківський | Замарстинів               | 1950      | ПСВЛ, ВП, Л          |
| Шухевича Володимира | вулиця   | Камєнна, Кубалі, Екштрассе, Бехтерєва | Галицький      | Центр                     | 1992      | ПСВЛ, ІВЛ, ВП, Л     |
| Шумлянських         | вулиця   | Шумлянскіх, Бішофштрассе, Сєчєнова | Залізничний    | Новий Світ                | 2022      | ПСВЛ, ІВЛ, ВП, Л     |